# 싱감
싱감(Singam)은 인도에서 제작된 하리 감독의 2010년 액션, 범죄, 드라마 영화이다. 수리야 등이 주연으로 출연하였다.

## 출연

### 주연
- 수리야
- 아누쉬카 쉐티
- 프라카쉬 라이
- 비베크